# Anthomyza macra
Anthomyza macra är en tvåvingeart som beskrevs av Leander Czerny 1928. Anthomyza macra ingår i släktet Anthomyza och familjen sumpflugor. Arten är reproducerande i Sverige. Inga underarter finns listade i Catalogue of Life.